# Listă de nume românești
Listele conțin 43.000 de nume de familie românești: